# 普罗梅斯洛夫卡村委员会
普罗梅斯洛夫卡村委员会（俄语：Промысловский сельсовет）是俄罗斯联邦阿斯特拉罕州利曼区所属的一个村委员会。其下辖有2个居民点，行政中心为普罗梅斯洛夫卡。据2015年统计，该村委员会的人口为1506人。